# Featherstone Field
El Featherstone Field, antes conocido como Murdock Stadium, es un estadio situado en el campus de El Camino College en Torrance (California).
Construido en 1958, tiene capacidad para 12 127 personas en gradas con respaldo de madera.

## Historia
Era el campo de Los Angeles Aztecs, un equipo de fútbol ya desaparecido de la North American Soccer League, durante dos años (1975-1976), y luego fue el campo del Southern California Lazers, de la American Soccer League, durante la temporada de 1978, así como de la selección de fútbol estadounidense.
En la actualidad, alberga el equipo de fútbol americano de El Camino College. Fue bautizado originalmente en homenaje al presidente fundador de la universidad, Forrest G. Murdock.
El recinto también se utilizó en la nueva versión de 2005 de la película de 1974 The Longest Yard. La película más reciente fue protagonizada por Adam Sandler, Chris Rock, James Cromwell y Burt Reynolds, quien era, de hecho, el protagonista en la película original de 1974.
El estadio original fue demolido y se inauguró uno nuevo de última generación en septiembre de 2016.
En 2019, El Camino College anunció que lo cambiarían de nombre en honor al entrenador de fútbol John Featherstone, un exentrenador del equipo.
El estadio también es el anfitrión anual de los juegos de campeonato de fútbol americano de Los Ángeles de la California Interscholastic Federation (CIF).

## Partidos internacionales
| Fecha               | Competición                                | Local          | Resultado | Visita            |
| ------------------- | ------------------------------------------ | -------------- | --------- | ----------------- |
| 19 de mayo de 1985  | Campeonato de Naciones de la Concacaf 1985 | Estados Unidos | 1-0       | Trinidad y Tobago |
| 31 de mayo de 1985  | Campeonato de Naciones de la Concacaf 1985 | Estados Unidos | 0-1       | Costa Rica        |
| 13 de mayo de 1989  | Campeonato de Naciones de la Concacaf 1989 | Estados Unidos | 1-1       | Trinidad y Tobago |
| 16 de marzo de 1991 | Copa de Naciones Norteamericana 1991       | Estados Unidos | 2-0       | Canadá            |